# Claire Perry

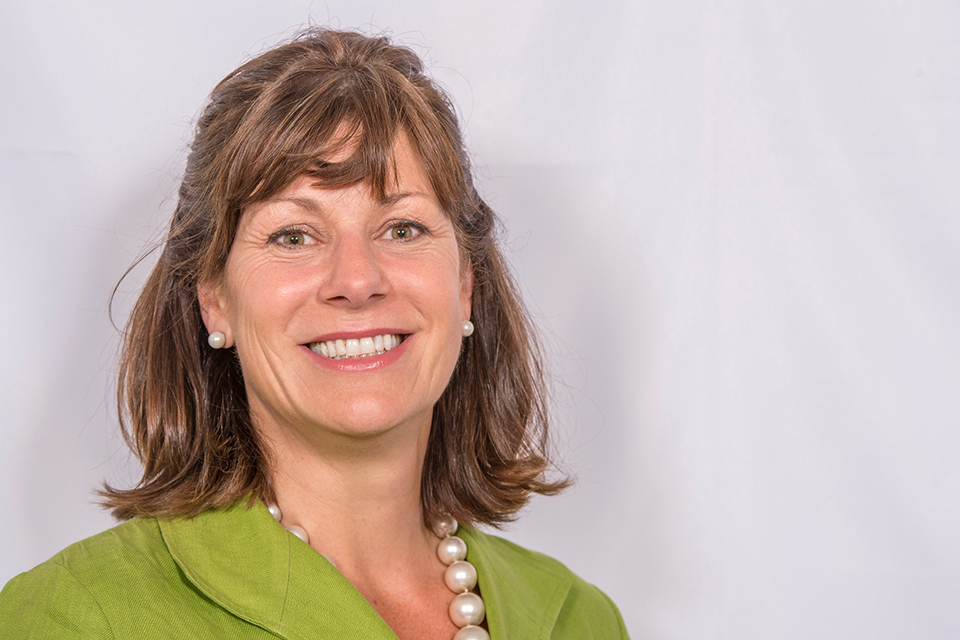
Claire Perry (2018)

Claire Louise Perry O’Neill (geboren am 3. April 1964 in Bromsgrove, Worcestershire als Claire Louise Riches), bekannt als Claire Perry, ist eine Politikerin der britischen Conservative Party. Von 2010 bis 2019 war sie Abgeordnete im britischen Unterhaus für den Wahlkreis Devizes. Von 2017 bis 2019 war sie Staatssekretärin für Energie und sauberes Wachstum und war ab Januar 2018 berechtigt, an Kabinettssitzungen teilzunehmen.
Perry war außerdem unter Verteidigungsminister Philip Hammond Parlamentarische Privatsekretärin sowie Assistant Whip der regierenden Conservative Party. Danach war sie von Juli 2014 bis Juli 2016 Secretary of State for Transport (Parlamentarische Unter-Staatssekretärin für Transport).

## Kindheit und Jugend
Claire Louise Perry O’Neill wurde in Bromsgrove, Worcestershire geboren und wuchs in North Somerset auf. Sie ist das jüngste von drei Kindern von David und Joanne Richens. Sie besuchte die Nailsea School und studierte am Brasenose College der Universität Oxford, wo sie 1985 graduierte, Geografie. Einer ihrer Kommilitonen am Brasenose College war George Monbiot, der sie in seiner Kolumne für den Guardian zur damaligen Zeit als „Heißsporn, der die Banken nationalisieren und den Kapitalismus stürzen wollte“ beschrieb. Später erlangte sie an der Harvard University einen MBA. Anschließend arbeitete sie für die Bank of America, McKinsey & Company und Credit Suisse.

## Parlamentarische Laufbahn
Perry wurde 2006 Mitglied der Conservative Party und arbeitete für Schattenkanzler George Osborne. Nachdem Michael Ancram angekündigt hatte, nicht mehr für den Wahlkreis Devizes zu kandidieren, einen sicheren Wahlkreis für die Conservative Party, wurde sie im November 2009 als Kandidatin aufgestellt. In ihrer Antrittsrede kritisierte sie das Management der ländlichen Entwicklung der vorangegangenen Labour-Regierung und ergänzte: „Im ländlichen Großbritannien bekommen wir pro Kopf weniger Jobcenter“. Sie zollte auch dem britischen Militär Anerkennung, da in Devizes 11 000 Soldaten stationiert sind.
Im Oktober 2011 wurde Perry zur Parlamentarischen Privatsekretärin von Verteidigungsminister Philip Hammond ernannt. Dieses Amt übte sie bis 2013 aus, dann wurde sie Assistant Whip der Regierung. Am 15. Juli 2014 wurde Perry zu Parlamentarischen Unter-Staatssekretärin für Transport ernannt. Ihr Verantwortungsbereich umfasste die Bahnfahrpreise, die Franchise-Verträge der Bahn, Güterverkehr und Logistik sowie die Transportagenturen. Am 14. Juli 2016, nachdem Theresa May Premierministerin geworden war und es zu einer Regierungsumbildung kam, trat sie zurück; einen Tag zuvor hatte sie in einer Debatte gesagt, „sie schäme sich oft, die Bahnministerin zu sein“.
Perry setzte sich für Verbesserungen der Sicherheit im Internet ein und leitete 2011 einen unabhängigen Untersuchungsausschuss des Parlaments zum Kinderschutz im Internet mit besonderem Augenmerk auf Internet-Pornografie. In der Folge wurde sie von Premierminister David Cameron als Beraterin für die Prävention der Sexualisierung und Kommerzialisierung von Kindern berufen.
Perry plädierte dafür, zum Schutz von Kindern pornografische Inhalte für alle Internetnutzer zu blockieren, es sei denn, diese entschieden sich bewusst dagegen. Im Juli 2013 platzierten Hacker auf Perrys eigener Website pornografische Bilder. Perry beschuldigte auf Twitter den politischen Blocker Paul Staines, der für die Website Guido Fawkes bekannt ist, den Angriff auf ihre Seite unterstützt zu haben. Darauf drohte Staines, Perry wegen Verleumdung zu verklagen, wenn sie diese Behauptung nicht entferne. Nach der Einführung und wachsenden Verbreitung von Internetfiltern berichteten Nachrichtenagenturen, dass nun als Resultat von fälschlich als positiv erkannten Übereinstimmungen mit geblockten Phrasen ein breites Spektrum nichtpornografischer Websites von britischen Internetprovidern zensiert würden, darunter auch Perrys eigene Website, weil dort in Posts über ihr Pro-Zensur-Kampagne häufig Worte wie Pornografie und Sex vorkamen.
2012 behauptete Perry bei einer Diskussion auf BBC Radio 5 Live fälschlich, dass die Staatsschulden und das Staatsdefizit ein und dasselbe seien.
Perry setzte sich 2016 während des britischen Referendums über den EU-Austritt für den Verbleib Großbritanniens in der EU ein. Nach der Abstimmung sagte sie, dass einige Mitglieder ihrer Partei in ihrer Unterstützung für einen „harten Brexit wie Dschihadisten“ seien und dass der Ton der Debatte über den EU-Austritt „ans Hysterische grenze“. Sie war eine von nur sieben Abgeordneten der Conservative Party, die für ein Amendment stimmten, das vorsah, dass das britische Parlament bei allen Deals über einen EU-Austritt das letzte Wort haben würde. Danach stimmte sie in Übereinstimmung mit ihrer Partei dafür, sich beim Brexit auf Artikel 50 des EU-Vertrags zu berufen.
Perry wurde von Theresa May nach der Regierungsumbildung im Juni 2017 im Kabinett May II zur Staatssekretärin für Energie und sauberes Wachstum im Ministerium für Wirtschaft, Energie und Industriestrategie ernannt. Während der Regierungsumbildung im Januar 2018 erhielt sie das Recht, an Kabinettssitzungen teilzunehmen.
Im September 2019 erklärte Perry, dass sie nicht für die nächste britische Unterhauswahl kandidieren würde, die im Dezember dieses Jahres stattfand.
In November 2018 wandten sich die Gewerkschaften PCS, FDA und Prospect an hochrangige Beamte im Ministerium für Wirtschaft, Energie und Industriestrategie, weil Perry beschuldigt wurde, Mitarbeiter angeschrien und geflucht zu haben. Der Schattenminister Jon Trickett sagte, dass die Gewerkschaften „schwerwiegende Vorwürfe“ gemacht hätten und drängte die Beamten, diese „sorgfältig zu prüfen“.
Der Daily Telegraph berichtete im Mai 2019, dass Perry zusätzlich zu ihrem Gehalt als Abgeordnete und als Staatssekretärin für Energie und sauberes Wachstum von insgesamt 111 148 £ und zu ihrem üblichen steuerfreien Zweitwohnsitzzuschuss von 22 760 £ pro Jahr 9 843 £ steuerfreie parlamentarische Aufwendungen für ihre drei Kinder, von denen zwei schon erwachsen seien, abrechne. Sie bestritt dies nicht, sagte aber, dass sie keinerlei Parlamentsregeln verletzt habe.

## UN-Klimakonferenz
Im September 2019 wurde Perry als Präsidentin der 26. UN-Klimakonferenz nominiert, die im November 2020 in Glasgow stattfinden soll. Im selben Monat erklärte sie, dass sie nicht für die Wiederwahl ins Unterhaus kandidieren würde und gab ihren Sitz bei der Unterhauswahl im Dezember 2019 auf.
Am 31. Januar 2020 entließ die britische Regierung Perry überraschend als Präsidentin der Klimakonferenz und erklärte, dass der Posten auf Ministerebene angesiedelt werden würde. Perry kritisierte später das Verhalten des Beraters des Premierministers Dominic Cummings und sagte, dass dieser „ein zutiefst diffamierendes Briefing für die Medien veröffentlicht hätte und behauptet hätte, die Klimakonferenz benötige keinen Präsidenten“.

## Privatleben
Perry hat drei Kinder aus ihrer früheren Ehe. Drei Monate, nachdem sie ihre Trennung bekanntgab, wurde berichtet, dass Perry eine Beziehung mit Professor Bill O’Neill begonnen hatte, einem Forscher und Dozenten zum Thema Laser, den sie durch ihre Arbeit im Wahlkreis kennengelernt hatte. 2018 heirateten Perry und O’Neill. Perry lebt in Pewsey Vale in Wiltshire.